# Гришин, Александр Сергеевич (политработник)
Александр Сергеевич Гришин (3 (15) августа 1891 — 15 июля 1937) — советский военный политработник, начальник политического управления Краснознамённого Балтийского флота. Член Военного совета НКО СССР, армейский комиссар 2-го ранга (20 ноября 1935).

## Биография
Родился 3 (15) августа 1890 году в деревне Сивково, Перемышльского уезда Калужской губернии в крестьянской семье. Окончил сельскую школу. С 12 лет начал трудовую деятельность и до военной службы почти десять лет работал литейщиком на заводах Петрограда. Проникся революционными идеями, участвовал в забастовках.
В октябре 1911 года призван на службу в Российский императорский флот, и направлен в учебный отряд подводного плавания в город Либава. Затем окончил машинную школу в Кронштадте. После окончания школы в конце 1913 году направлен на подводную лодку «Дракон», на которой служил до весны 1916 года. Участник Первой мировой войны, совершил на «Драконе» несколько боевых походов. Весной 1916 года направлен на Балтийский завод, где участвовал в строительстве новых подводных лодок (до октября 1916 г.). По выходе с завода лодки АГ-13 (впоследствии АГ-16) был назначен в ее экипаж, с которым плавал до сентября 1917 г. В дни Февральской революции 1917 года, будучи в отпуске в Петрограде, вместе с рабочими Выборгской стороны участвовал в свержении самодержавия. В сентябре 1917 года по болезни был уволен с флота. Последний чин в старой армии — старший унтер-офицер. Вступил в РКП(б) в марте 1917 года.
С середины октября 1917 года работал на заводе «Новый Леснер» литейщиком и состоял членом комитета по организации заводской Красной гвардии. В дни Октябрьской революции 1917 года в Петрограде командовал отрядом красногвардейцев при захвате городской телефонной станции. Через несколько дней участвовал в подавлении мятежа Керенского — Краснова, в том числе в боях под Пулково. В декабре 1917 года избран заместителем председателя штаба Красной гвардии Выборгского района г. Петрограда.
В Красной Армии с 1918 года. Участник Гражданской войны. В 1918—1921 гг. — заместитель председателя вербовочной комиссии по созданию Красной армии, помощник военного руководителя и военный комиссар Выборгского района г. Петрограда, военком Детскосельского уезда. Участник подавления Кронштадтского мятежа в марте 1921 г. В 1922—1923 гг. — начальник политического секретариата Петроградского и Псковского губернских военных комиссариатов. С декабря 1923 года — военком и начальник политотдела 2-й отдельной железнодорожной бригады. В 1925—1927 годах — заместитель начальника политотдела 56-й и 10-й стрелковых дивизий, военком и начальник политотдела 43-й стрелковой дивизии
Окончил в 1927 году Курсы усовершенствования высшего политсостава РККА, с мая этого года — военком и начальник политотдела 30-й стрелковой дивизии. С ноября 1928 г. — начальник организационного отдела политуправления Украинского военного округа. В 1930 году назначен заместителем начальника политуправления, а в январе 1931 года — членом РВС и начальник политуправления Морских сил Балтийского моря (с 1935 — Балтийский флот). 
26 января—10 февраля 1934 года делегат XVII съезда ВКП(б) с решающим голосом.
С мая 1937 года — член Военного совета Черноморского флота. Член Военного совета при наркоме обороны СССР.
15 июля 1937 года в разгар массовых арестов высшего комсостава флота покончил жизнь самоубийством.

## Награды
- Орден Красного Знамени (1933)
- Орден Красной Звезды (1935).